# Bijele suze padaju na grad
Bijele suze padaju na grad je petnaesti studijski album sastava Novi fosili.

## Popis pjesama
1. "Bijele suze" - 4:01
(Rajko Dujmić, Faruk Buljubašić, Fedor Boić i Rajko Dujmić)
2. "Sjever - jug" - 3:54
(Rajko Dujmić, Faruk Buljubašić, Fedor Boić i Rajko Dujmić)
3. "Gdje ti je dom" - 4:46
(Rajko Dujmić, Faruk Buljubašić i Rajko Dujmić, Fedor Boić i Rajko Dujmić)
4. "Mokro je sve" - 4:48
(Rajko Dujmić, Stevo Cvikić, Fedor Boić i Rajko Dujmić)
5. "Tajno mjesto" - 2:56
(Rajko Dujmić, Rajko Dujmić i Rus, Fedor Boić)
6. "Divlje ruže" - 4:07
(Rajko Dujmić, Faruk Buljubašić, Fedor Boić i Rajko Dujmić)
7. "Marina iz moje ulice" - 4:33
(Rajko Dujmić, Nenad Ninčević, Fedor Boić i Rajko Dujmić)
8. "Bilo je prelijepo" - 3:51
(Rajko Dujmić, Faruk Buljubašić, Fedor Boić i Rajko Dujmić)
9. "Sjećam se još" - 4:05
(Rajko Dujmić, Fedor Boić, Fedor Boić i Rajko Dujmić)
10. "I sad si sama" - 3:51
(Rajko Dujmić, Faruk Buljubašić, Fedor Boić i Rajko Dujmić)